# Microvoluta engonia
Microvoluta engonia Bouchet & Kantor, 2004 è un piccolo gasteropode marino appartenente alla famiglia Volutomitridae.